# Nokia 6111
Il Nokia 6111 è un telefono cellulare prodotto dall'azienda finlandese Nokia. È stato lanciato nel 2005 ed è parte della serie Nokia 6000, che includeva telefoni cellulari compatti e alla moda. Ecco alcune delle caratteristiche e specifiche principali del Nokia 6111: Design: Il Nokia 6111 presentava un design compatto e elegante con uno slider che rivelava la tastiera numerica quando veniva aperto. Era disponibile in diversi colori. Display: Era dotato di un display TFT da 1,8 pollici con una risoluzione di 128 x 160 pixel.
Fotocamera: il telefono aveva una fotocamera integrata da 1,3 megapixel, che consentiva di scattare foto di base.
Connettività: supportava la connettività Bluetooth e GPRS per la trasmissione di dati e il collegamento a dispositivi esterni.
Memoria: il Nokia 6111 aveva una memoria interna limitata, ma supportava una scheda di memoria microSD per l'espansione della capacità di archiviazione. Musica: era dotato di un lettore multimediale che consentiva di riprodurre file audio, inclusi MP3 e AAC. Messaggistica: supportava SMS, MMS e email per la comunicazione.
Autonomia della batteria: la batteria agli ioni di litio da 820 mAh offriva un'autonomia abbastanza buona per un uso moderato. Sistema operativo: il Nokia 6111 era basato sul sistema operativo Symbian S40. Altre funzionalità: includeva funzionalità standard come un calendario, orologio, sveglia, calcolatrice e giochi. Il Nokia 6111 era un telefono cellulare di fascia media ed era apprezzato per il suo design elegante e compatto. Tuttavia, con l'evoluzione della tecnologia mobile, questo modello è ormai obsoleto rispetto agli smartphone moderni che offrono molte più funzionalità e prestazioni avanzate.
- Modalità: GSM 900/1800/1900
- Peso: 177 grammi
- Dimensioni: 84 x 47 x 23 mm
- Forma: Scorrevole con antenna interna
- Durata della batteria in conversazione: 3,5 ore
- Standby: 92 ore
- Batteria: Li-Ion
- Tipo di display: LCD (a colori TFT/TFD)
- Colori: 262.144 (18-bit)
- Dimensioni del display: 128 x 160 pixel
- Memoria: 23 MB